# چمپس‌کوپاچ
چِمپِس‌کوپاچ (به مجاری:  Csempeszkopács) یک شهرداری در مجارستان است که در واش واقع شده‌است. چمپس‌کوپاچ ۵٫۴ کیلومتر مربع مساحت و ۳۰۸ نفر جمعیت دارد.